# Alfheim
Alfheim (”alvernas hem”) var i nordisk mytologi platsen där vanaguden Frej bodde tillsammans med ljusalverna. Frej sägs ha fått gården i tandgåva, vilket betyder att han då var ett spädbarn. Platsen kallas även Ljusalfaheim, för att skilja den från Svartalfaheim.
Alfheim låg bortom Asgård och innehöll bland annat Breidablick, Glitne och Himinbjörg. 